# Fluorapofil·lita-(Cs)
La fluorapofil·lita-(Cs) és un mineral de la classe dels silicats que pertany al grup de l'apofil·lita.

## Característiques
La fluorapofil·lita-(Cs) és un silicat de fórmula química CsCa₄(Si₈O₂₀)F(H₂O)₈. Va ser aprovada com a espècie vàlida per l'Associació Mineralògica Internacional l'any 2019. Cristal·litza en el sistema tetragonal. La seva duresa a l'escala de Mohs es troba entre 4,5 i 5.
L'exemplar que va servir per a determinar l'espècie, el que es coneix com a material tipus, es troba conservat a les col·leccions del Museu Mineralògic Fersmann, de l'Acadèmia de Ciències de Rússia, a Moscou (Rússia), amb el número de registre: 5280/1.

## Formació i jaciments
Va ser descoberta a la glacera Dara-i-Pioz, als Districtes de la Subordinació Republicana (Tadjikistan), on es troba associada a altres minerals com quars, piroclor, pectolita, neptunita, leucosfenita, fluorapofil·lita-(K), baratovita i aegirina. Es tracta de l'únic indret de tot el planeta on ha estat descrita aquesta espècie mineral.